# Kościół św. Rocha w Lemanie
Kościół pw. św. Rocha w Lemanie – rzymskokatolicki kościół parafialny należący do dekanatu Kolno, diecezji łomżyńskiej, metropolii białostockiej.

## Historia
W kwietniu 1925 ks. Czesław Dziondziak rozpoczął rozbiórkę drugiego w historii kościoła w Lemanie i budowę nowej świątyni. Została poświęcona 16 sierpnia 1925 w czasie odpustu ku czci św. Rocha. Po 1945 kościół wielokrotnie remontowano. 
Kościoły w Lemanie, Dąbrówce, Turośli i Łysych to zespół czterech budowli sakralnych określanych mianem kościołów w stylu kurpiowskim. Wszystkie mają dwie wieże w ścianie frontowej i trójkątny szczyt. Forma ta nawiązuje do klasycystycznych tympanonów. 
Kościół w Lemanie jest wpisany do rejestru zabytków (A-535 z 21 grudnia 1994). 

## Architektura
Kościół zlokalizowany w centrum wsi jest drewniany, na podmurówce z kamienia polnego i cegły. Ściany wystawiono w konstrukcji zrębowej. Kościół jest oszalowany zewnątrz i wewnątrz pionowymi deskami. Kościół jest jednonawowy z trójbocznie zamkniętym prezbiterium. Do nawy przylegają symetryczne prostokątne wieże na planie kwadratu i kaplice. Z obu stron prezbiterium są dwie symetryczne kwadratowe zakrystie. Więźba dachowa jest krokwiowa, wzmocniona jętkami na stolcami. Dachy kaplic i prezbiterium są trójpołaciowe, pulpitowe. Zakrystie przykryto dachami jednospadowymi. 
Elewacje są szalowane deskami poziomymi, wyżej deskami ułożonymi pionowo. Fasada jest dwukondygnacyjna, szczyt flantują dwie wieże. Dolna partia szczytu jest szalowana na wzór fryzu arkadkowego, wyżej w układzie romboidalnym. Wieże w dolnej części są szalowane pionowymi deskami, powyżej gzymsu mają z każdej strony trójkątne szczyty. Kondygnacja górna wież została zaplanowana jako ośmiobok z płycinami w każdej ze ścianek. Strzelite wieże są przykryte ostrosłupowymi ośmiopołaciowymi hełmami zwieńczonymi krzyżami. W szczycie wisiał obraz Matki Boskiej Częstochowskiej. 
W ścianie fasadowej na osi symetrii umieszczono dwuskrzydłowe drzwi wejściowe nabijane ćwiekami. Drzwi do zakrystii są takie same, tylko jednoskrzydłowe. Prostokątne okna umieszczono w drewnianych ramach. W nawie zamontowano czterodzielne wielokwaterowe okna, pozostałe okna są mniejsze: dwuskrzydłowe i sześciokwaterowe. Stropy są drewniane, w nawie sklepienie jest pozorne o wykroju odcinka łuku. Pod chórem strop jest płaski. Organy zbudowano w 1908. W 1985 poddano je remontowi.
Nawa i prezbiterium są równe pod względem wysokości i szerokości, więc jest to wnętrze halowe. Kaplice są tak samo wysokie jak nawy. Na sklepieniu nawy umieszczono polichromię ze scenami z życia świętych oraz stylizowaną wicią roślinną. Chór muzyczny jest drewniany. Balustrada jest wycinana w motywy kurpiowskie. Powierzchnia użytkowa dzwonnicy to ok. 240 m², a kubatura – ok. 2500 m³. Kościół ma 27 m długości, 16 m szerokości, a wysokość do sklepienia wynosi 9 m.
W kościele jest ołtarz główny, dwa ołtarze boczne i prospekt organowy – wszystkie te elementy mają klasycyzujące formy i pochodzą z okresu budowy świątyni. Wyposażenie kościoła stanowią również krucyfiks ludowy, cztery feretrony oraz rzeźba św. Jana Nepomucena w dzwonnicy. Przed II wojną światową stała nad kanałem, który przepływa przez wieś. Wierni ukryli zagrożoną spaleniem figurę. Po 1945 władze cywilne zakazały umieścić ją w danym miejscu. W 2005 przekazano ją do renowacji.  